# 愛知県道69号豊橋乗本線
愛知県道69号豊橋乗本線（あいちけんどう69ごう とよはしのりもとせん）は、愛知県豊橋市から同県新城市に至る主要地方道である。豊川の左岸を経由しており、対岸を通る国道151号のバイパス的存在である。

## 概要

### 路線データ
- 起点：愛知県豊橋市旭本町（旭橋交差点：愛知県道4号豊橋大知波線交点）
- 終点：愛知県新城市乗本川向（乗本交差点：国道257号・愛知県道439号能登瀬新城線交点）
- 総延長：約28.6 km

## 路線状況
下記区間を除き対面2車線であるが住宅街や集落では歩道のないやや狭い箇所が存在する。
新城市日吉柿ノ平から終点乗本にかけては狭隘路となるが各所で拡幅等改良工事が進行中である。最後に残った新城市市川の狭隘・線形不良区間は、豊川左岸の現道に代わって右岸の有海に新道を建設する計画となっている。

### 別名
- 下条街道（豊橋市旭橋交差点から当古橋東交差点までの区間）
- しょうぶ街道（豊橋市小倉橋交差点から賀茂町までの区間）
- 別所街道（新城市一鍬田から乗本までの区間）

## 沿革
- 1977年（昭和52年）2月28日：認定[1]
- 2011年（平成23年）4月1日：豊橋鳳来線から豊橋乗本線へ名称変更
- 2013年（平成25年）12月：神田川を跨ぐ新・下野橋架設を含む豊橋市牛川町下野付近を短絡する新道開通
- 2022年（令和4年）2月：新城市乗本浜射場・乗本長筋の幅員狭小・線形不良区間を短絡する新道開通

## 地理

### 通過する自治体
- 愛知県
  - 豊橋市 - 豊川市 - 新城市

### 交差・接続する道路
- 愛知県道4号豊橋大知波線（多米街道）（旭橋交差点）
- 愛知県道394号中条豊橋線（旭橋交差点 - 鷺橋北交差点で重複）
- 国道362号（姫街道）（当古橋東交差点 - 小倉橋交差点で重複）
- 愛知県道31号東三河環状線（小倉橋交差点 - 三上橋東交差点で重複）
- 愛知県道499号石巻萩平豊川線（賀茂交差点）
- 愛知県道381号豊津石巻萩平線（金沢交差点）
- 愛知県道391号金沢江島停車場線（金沢岡下交差点）

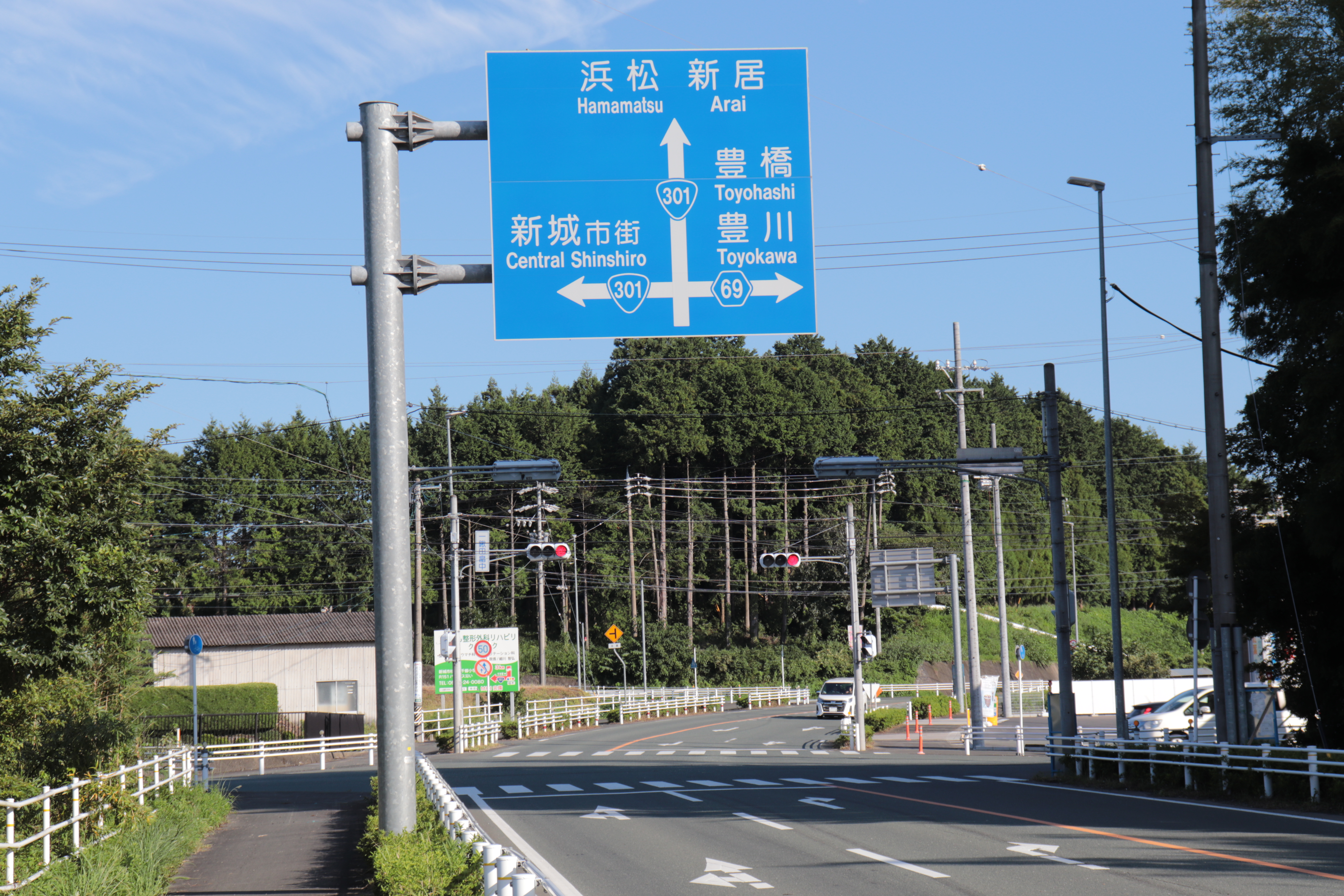
一鍬田畠中交差点、交差点の左側が国道301号と愛知県道392号新城引佐線との重複区間

- 国道301号（挙母街道）（一鍬田畠中交差点 - 庭野交差点で重複）
- 愛知県道392号新城引佐線（一鍬田畠中交差点 - 鳥原交差点 - 舟着小前交差点で重複）
- 愛知県道443号富岡大海線（新城市日吉字広畑 - 乗本字舟津・牛渕橋東詰間で重複）
- 愛知県道439号能登瀬新城線（新城市乗本字舟津・牛渕橋東詰 - 乗本交差点間で重複）
- 国道257号（新城市乗本川向：乗本交差点、交差）

### 沿線
- 牟呂用水
- 愛知県東三河事務所
- 朝倉川（境橋）
- 豊橋創造大学
- 賀茂しょうぶ園
- 吉祥山
- 水資源機構 豊川用水総合事業部新城支所
  - 牟呂松原頭首工（新城堰堤）、海倉橋
- 新城カントリー倶楽部
- 新城市立庭野小学校
- 桜淵公園
- 新城市立舟着小学校